# Pont de Conangle (Balsareny)
Pont de Conangle és un aqüeducte de la séquia de Manresa, al municipi de Balsareny (Bages), inclosa en l'Inventari del Patrimoni Arquitectònic de Catalunya.

## Descripció
Pont-aqüeducte de tres ulls aixecat sobre el llit de la riera de Conangle, just a la confluència dels termes de Balsareny i Sallent. Un gruixut pilar, proveït de contrafort, és el responsable d'aixecar la séquia per tal de salvar el desnivell de la riera. La construcció és tot a base de carreus de pedra de forma força regular. A la part central hi ha les restes d'un escut, avui molt malmès, i d'una placa commemorativa.

## Història
El pont s'aixecà per tal de salvar el desnivell de la riera de Conangle. Es tracta d'un dels 34 ponts que té la séquia de Manresa en el seu trajecte de 24,5 km.
La construcció de l'aqüeducte data del segle xiv, moment en què es fan les obres per a la construcció de la séquia. Posteriorment s'hi ha fet tasques de manteniment.